# Rahlo pegaste sanje
Rahlo pegaste sanje je proza, za otroke. Napisal jo je Milan Dekleva. Izšla je leta 2003 v Velenju in sicer v zbirki Pravljične pokrajine. Ilustrirala jo je Petra Preželj

## Literarni liki
Literarni liki so sanje, deklica Nina in njen brat Jure. Protagonist kratke sodobne pravljice so sanje, ki se premenijo v deklico Nino.

## Analiza
Kratka sodobna pravljica Rahlo pegaste sanje (2003), ki jo je napisal Milan Dekleva je slikanica za otroke. Pripovedovalec v pravljici je tretjeosebni ali vsevedni. Glavna književna oseba v pravljici je deklica Nina, stranska oseba pa je brat Jure. Književni čas je dan in noč v šolskem letu. Književni prostor je pod zemljo, nebo, Ninin dom in šola. Vsebina kratke sodobne pravljice je, o sanjah, ki se spremenijo v deklico Nino. Sanje so nato bile v Nini ter z njo hodile v šolo. Ko se je Nina zbudila se je pogovarjala s svojim bratom o sanjah.